# Fort Schomerus
Fort Schomerus, auch Fort Scomarus genannt, war eine sogenannte Redute, also eine kleine viereckige Schanze, die im damals niederländischen Ort Elmina an der Küste des heutigen Ghana in den 1820er Jahren errichtet wurde. Sie befand sich auf einer etwa 250 Meter nordwestlich des Fort Sao Jago da Mina gelegenen Anhöhe, die von den Niederländern „Coebergh“ (Kuhhügel) genannt wurde und später als Schomerus-Hügel und heute als St. Joseph’s Hill bekannt ist. Das Fort ist nach dem ehemaligen Gouverneur von Elmina, Schomerus, benannt. Die teilweise im Internet anzutreffende Aussage, Fort Schomerus sei ein anderer Name für das Fort Sao Jago in Elmina, ist nicht zutreffend.
Auf einem Plan aus dem Jahr 1829 ist sie als rechteckige Anlage zu erkennen. 1843 wurde sie umgebaut und wahrscheinlich auch erweitert. 1873, nach der Erwerbung Elminas durch Großbritannien und der Überwindung des einheimischen Widerstandes dagegen, wurde sie als rechteckiges „Fort“ beschrieben, das man über eine bewegliche Leiter erreichte, mit einer steinernen Gewehrplattform und einem versenkten Magazin.
Es sind heute keine Reste von Fort Schomerus mehr zu sehen. 1882 bekam die Katholische Kirche die Erlaubnis, die militärisch überflüssig gewordene Anlage als Steinbruch für die älteste bestehende katholische Kirche in Ghana auf dem St. Joseph’s Hill und ein Priesterseminar zu benutzen. Angeblich sind Teile des alten Forts direkt in die Kirche integriert worden und heute noch Originalbausteine des Forts zu erkennen.
Eine Plakette mit dem Namen Schomerus aus diesem Fort ist jetzt in der Festung Elmina eingemauert.